# Houthaven
Houthaven è un quartiere della città di Amsterdam, nei Paesi Bassi. Letteralmente il nome significa 'porto di legno' e ad Houthaven c'è l'omonimo porto situato lungo il fiume e lago IJ.
È circondato da una diga dalla parte di IJ a nord e da Spaarndammerbuurt a sud.
È attualmente usato per lo più da chiatte, ma ora ci sono dei piani per cambiare radicalmente la zona costruendo nuove aree residenziali su 7 isole artificiali.

## Storia
Lo Houthaven è stato scavato nel 1876,insieme al Canale del Mare del Nord. Fu il primo porto ad Amsterdam a essere recuperato al mare (i precedenti esistevano su acque esistenti). Il suo scopo era di trasbordare e stoccare il legname.
Quando il trasporto di legname passò su gomma, parti del porto furono adibite ad altri scopi a partire dal 1945.
Rimase solo il Minervahaven per il trasporto di legname e l'industria del legno fu rilocalizzata lì ma le attività del porto decrementarono.